# 民族誌
民族誌（希臘語： [ethnos，民族、人群] 加上  [graphein，書寫]）是一種寫作文本，它運用田野調查來提供對人類社會的描述研究。這種寫作風格在形式上與歷史上，均與旅行家書寫與殖民地官員報告有所關聯。
民族誌往往指稱描述社群文化的文字或影像。其作為人類學家或社會學家的記錄資料，可區分為「鉅觀民族誌」：研究複雜社會、多樣社區、多樣社會機構或含有多樣生活型態「單一社區」；「微觀民族誌」：單單描繪某個異國小部落、中產階級社區中一小群人的單一社會情境，或單一社會制度卻含有多樣社會情境者。

## 社會文化人類學
文化人類學與社會人類學是圍繞著民族誌研究而發展的，而且它們的經典文本大多是民族誌：例如，布朗尼斯勞·馬凌諾斯基的《西太平洋的航海者》（Argonauts of the Western Pacific，1922）；瑪格麗特·米德的《薩摩亞人的成年》（Coming of Age in Samoa，1928）；E·E·伊凡-普理查（E. E. Evans-Pritchard）的《努爾人》（The Nuer，1940）；或是貝特森（Gregory Bateson）的《納文》（Naven，1958）。今日的社會文化人類學家對於實際進行民族誌研究賦予極高的價值，這是相對於民族學----對於民族誌資訊的綜合比較研究。

## 書寫方式
民族誌內容主要為相關人的訪問內容、檔案記錄的檢視、與衡量與訪問內容的可信度，從此內容，可找出特定團體與組織之間的關聯，並為關心大眾以及專業的同行撰寫整個故事的來龍去脈。而民族誌學家則記錄人們的日常生活。研究的焦點放在人類思想和行為中較可預測的型態上。為了真實紀錄，1930年代後，民族誌的產生通常需要相當冗長時間的實際體驗。

## 特色
民族誌特色在於研究的族群或文化內容的開放心靈（open mind）。然而，這種特色並不代表其內容不嚴謹。而這些開放的特色散見於被訪問族群或團體的理論形式、範例研究設計、資料蒐集技巧、分析工具及一個特定撰寫的形式。

## 偏見的避免
20世紀之前的「前殖民時期」，以西方世界（含日本）為主的民族誌研究活動及內容多少都有先入為主的觀念或偏見。事實上，研究的問題、地區或人群的選擇本身就是含有偏見的。後殖民世界中的民族誌工作除了控制偏見，將偏見集中焦點外，也經由多方檢證（triangulation），脈絡化（contextualization）及非主觀的方向（nonjudgemental orientation）降低該學問偏見所帶來的負面影響。

## 後殖民時期的民族誌研究重點
後殖民時期的民族誌其重點於
- 民族誌為實際的體認與實行，花費時間可能長達一年半載，甚至數年，數十年。
- 民族誌不是他者生活方式文獻化而是具有主觀起源的一種呈述。
- 民族誌化的研究方式或對待主體的方式起源必須為深入的「被注視性」。
- 民族誌雖為人類學一旁支，但並非光只是人類學的附庸。

## 民族誌研究方法
據柯塔克（Kottak 2008）的歸納，民族誌研究方法有下列幾類：
觀察與參與觀察
對於日常行為的直接、第一手的觀察，包括參與觀察。民族誌研究者在各種場合觀察個人行為與集體行為。他們往往在田野地點停留超過一年，可因此觀察一整年的循環。
相處共話、訪談
研究者運用許多正式程度不同的訪問方式進行訪談。包括有助於維持互信關係的閒話家常、提供當下活動的知識、長時間訪談。訪談可能是有結構或無結構的。
系譜法
早期研究者發展出系譜記號與象徵，來研究親屬、繼嗣與婚姻。系譜是非工業化社會的組織基礎，當地人每天都與近親共同生活及工作。人類學家需要蒐集系譜資料，以了解社會關係並重建歷史。
重要文化報導人
每一個社群都有某些人，由於他們的機運、經驗、天份或訓練，而能提供某些生活面向的全部訊息或有用訊息。也因此成為重要文化報導人。
生命史
某些村民比起其他人，對研究者更感興趣，而且更有助益、風趣與愉快。當某個人特別引起人類學家的興趣，他們可能會蒐集他（她）的生命史。
主位觀點與客位觀點

民族誌研究者往往結合兩種研究策略：主位觀點（emic，當地人取向的觀點）、客位觀點（etic，科學家取向的觀點）。這些語彙源自於語言學，主位觀點探究當地人如何思考感知與分類這個世界。客位觀點則是觀察者所注意到的且重要的事情。
問題取向的民族誌研究
民族誌的趨勢，已從全貌觀的敘述轉向更具問題取向與實驗性質。想要研究全部事情是不可能的。大多數的人類學家在進入田野前，往往帶著一個準備處理的問題，蒐集關於這個問題的資料。
長期研究
長期研究是針對某個社區、區域、社會、文化或其他單位的長時間研究，這往往建立在多次重訪的基礎上。現在的民族誌多半包括二次以上田野研究的資料。
團隊研究
新進的研究者以先前學者的接觸與發現為基礎，以增進關於當地人如何因應與經營新環境的知識。學術應是一項集體事業，先行者將過去的資料放在這整個事業中，讓新世代學者繼續運用。
調查研究
越來越多人類學家在大規模社會中從事研究，他們發展了結合民族誌研究與調查研究的創新方式。由於調查研究處理大型複雜群體，其研究結果必須運用統計分析。民族誌研究可補充並微調調查研究。

## 外部連結
- 王銘銘：〈民族志：一种广义人文关系学的界定 （页面存档备份，存于）〉。
- Genzuk, Michael (2003)〈民族誌研究方法綜述〉（英文）
- Groh, Arnold (2018)〈原住民背景下的研究方法〉（英文）
- 美國自然歷史博物館人類學門 （页面存档备份，存于） - 超過160,000項來自太平洋、北美、非洲、亞洲等地的民族學蒐藏，具有影像與詳細描述，可在線上連結到原始的登錄頁、田野記錄與照片。
- Ethnography.com （页面存档备份，存于） 一個社群建立了這個〈民族誌〉（Ethnography）網站，供學術與專業民族誌研究者以及有興趣的人們參考。
- 數位民族誌 （页面存档备份，存于） 在芝加哥的報紙刊登的一篇文章，討論美國堪薩斯州立大學(KSU)威斯區教授（Michael Wesch）所創的術語「數位民族誌」(Digital Ethnography)。也可直接連結威斯區教授研究團隊的網頁數位民族誌 （页面存档备份，存于）。
- 美國民族誌 -- 定義: 什麼是民族誌? （页面存档备份，存于） 引述許多人類學家關於民族誌的說法 (馬凌諾斯基, 李維史陀, 紀爾茲, ...)